# Halur de plata
S'anomena halur de plata (o halur d'argent) el compost químic format entre la plata i un dels seus halògens: bromur (AgBr), clorur (AgCl), iodur (AgI), i fluorurs de plata. Com a grup, sovint es coneixen com a halurs de plata, i se'ls dona la notació pseudoquímica AgX.
Els halurs de plata són sensibles a la llum i s'utilitzen en pel·lícula fílmica i paper fotogràfic.

## Composició
Encara que la majoría d'halurs de plata contenen àtoms de plata amb estats d'oxidació +1 (Ag+), també se sap de la existència d'halurs de plata en què l'estat d'oxidació dels àtoms de plata és +2 (Ag2+), dels quals el fluorur de plata (II) és l'únic estable conegut.

## Ús i funcionament
Els halurs de plata s'utilitzen en pel·lícula i paper fotogràfics en els quals els cristalls d'halur de plata en gelatina s'apliquen sobre una base en un substrat de pel·lícula, vidre o paper. La gelatina és la part més important de l'emulsió, ja que és el coloide protector amb propietats físiques i químiques més adients.
Els cristalls d'AgX absorbeixen els fotons i mouen els electrons a la banda de conducció, exposant el material.